# Manejo de recursos hídricos en Colombia
Colombia cuenta con un marco extenso y bien establecido para el manejo de recursos hídricos. La disponibilidad de recursos hídricos per cápita en Colombia fue de 45.408 metros cúbicos en 2007, bastante por encima del promedio mundial de 8.209. Los Andes se dividen en el territorio colombiano en cuatro sistemas de drenaje principales, en concreto el Pacífico, el Caribe, el Orinoco y el Amazonas. La mayor parte de la población de Colombia vive en las cuencas del sistema de drenaje del Caribe, en particular en las cuencas de los ríos Cauca y Magdalena. Las ciudades más extensas del país (Bogotá, Cali y Medellín) se encuentran situadas entre dos cuencas.
Se prevé que el cambio climático afectará en gran medida a los ecosistemas andinos, especialmente al altiplano, debido al aumento de temperaturas y las zonas insulares costeras debido al aumento del nivel del mar y la intrusión salina en los acuíferos.
El marco institucional de Colombia para el manejo de recursos hídricos está bien desarrollado, aunque al mismo tiempo se enfrenta a ciertos retos. El Ministerio de Ambiente, Vivienda y Desarrollo Territorial se encarga de las políticas de recursos hídricos. A nivel regional, las 33 Corporaciones Autonómicas Regionales (CAR) son las responsables del manejo de recursos hídricos. Aunque el mismo ministerio está a cargo de las políticas de abastecimiento de agua potable y saneamiento, otros ministerios e instituciones se encargan del uso del agua para la energía hidroeléctrica y el riego.
Según un informe nacional de 2000 sobre el manejo del agua en Colombia, los retos relacionados con el manejo de los recursos hídricos son los siguientes: 1) el agua se considera comúnmente como un recurso abundante, lo que afecta a la implementación de determinadas políticas; 2) las responsabilidades de manejo de los recursos hídricos están fragmentadas y no existe una estrategia nacional coherente; 3) la coordinación entre el Ministerio de Ambiente y las CAR es insuficiente; 4) las capacidades a nivel regional son insuficientes; 5) la deforestación, los cultivos ilegales y la expansión urbana hacen que las leyes existentes sean difíciles de cumplir.

## Historia del manejo de los recursos hídricos y desarrollos recientes
" />
Además, el gobierno colaboró con INDERENA y la Organización para la Agricultura y la Alimentación (FAO) durante los años 70 en la creación del Código Nacional de Recursos Naturales Renovables y de Protección al Medio Ambiente, también conocido como el código de recursos naturales, que finalmente se promulgó con el decreto 2811 de 1974. Durante los años 80, el código de recursos naturales y la ley nacional de saneamiento de 1979 se desarrollaron a través de numerosas regulaciones como el decreto 2857 de 1981 referente a las cuencas, el decreto de emisiones atmosféricas 02 de 1982 y 2200 de 1983, el decreto de calidad del agua 1594 de 1984.
La nueva constitución de 1991 contenía 49 artículos para la protección medioambiental y de los recursos naturales, y fue considerada por algunos expertos como la “constitución ambiental”. Finalmente, la ley 99 de 1993 estableció el marco institucional medioambiental actual de Colombia, en concreto los siguientes aspectos: 1) la creación del Ministerio de Medio Ambiente; 2) la creación del Sistema Nacional Ambiental; 3) destitución de INDERENA y establecimiento de Corporaciones Autónomas Regionales como las instituciones a cargo de implementar las políticas nacionales y las regulaciones; 4) por último, la inclusión de cinco instituciones de investigación en el Sistema Nacional Ambiental, que se indican a continuación: 
- IDEAM, que es un instituto nacional de investigación que coordina el Sistema de Información Ambiental de Colombia y se encarga de llevar a cabo estudios meteorológicos, hidrológicos y medioambientales relacionados.
- Instituto Von Humboldt, responsable de realizar estudios de investigación biológica y de biodiversidad;
- Instituto INVEMAR, a cargo de la elaboración de estudios de investigación marina y costera;
- Instituto SINCHI, responsable de la investigación sobre los recursos naturales de la región amazónica de Colombia; e
- Instituto IIAP, encargado de la investigación sobre los recursos socioeconómicos y naturales de la región pacífica de Colombia.[6]

El río más importante de Colombia es el río Magdalena y en 1991 se creó por al artículo 331 de la Constitución a la Corporación Autónoma Regional del Río Grande de la Magdalena CORMAGDALENA (reglamentada según la ley 161 de 1994) con el objeto de recuperación de la navegación y de la actividad portuaria, la adecuación y conservación de tierras, la generación y distribución de energía así como el aprovechamiento sostenible y la preservación del medio ambiente, los recursos ictiológicos y demás recursos naturales renovables.

## Base de recursos hídricos

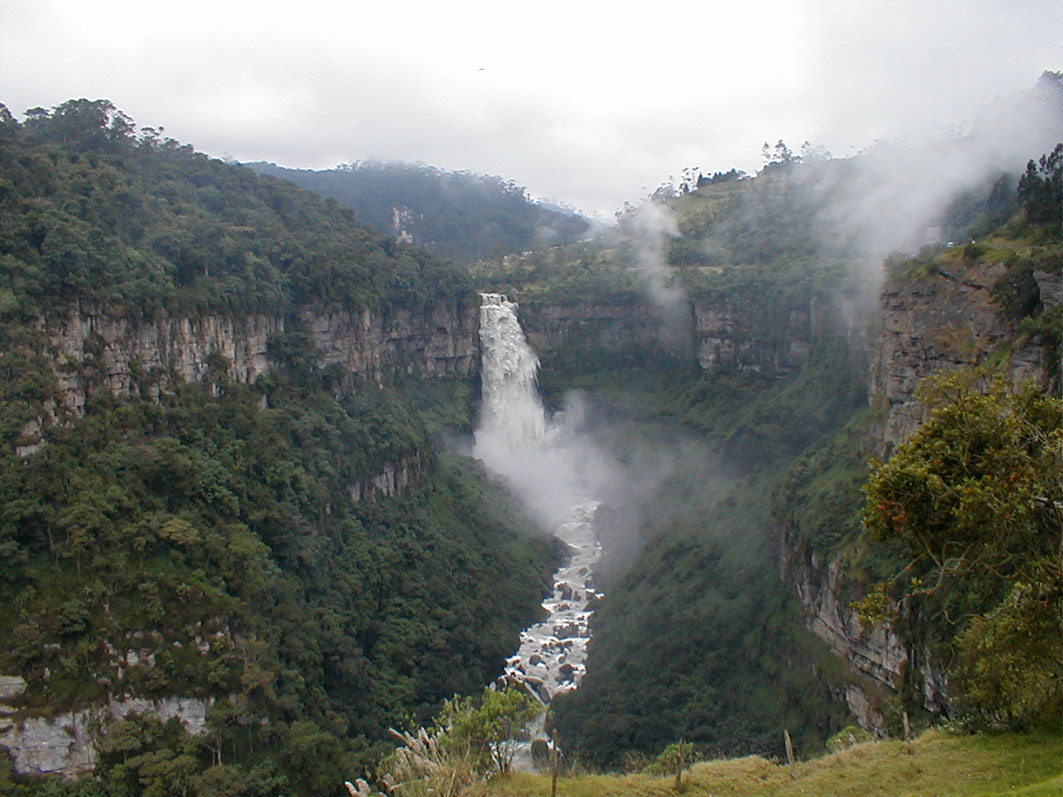
El Salto del Tequendama en el río Bogotá, que desemboca en el río Magdalena.

### Recursos hídricos superficiales y subterráneos
Según la FAO, Colombia tiene unas precipitaciones medias anuales de 3.000 mm, con un volumen anual de 3.425 kilómetros cúbicos (km³). Alrededor del 61% de éste, o 2.113 km³, representa la escorrentía anual. De acuerdo con el IDEAM, el 40% del abastecimiento de agua es necesario para mantener los ecosistemas y preservarlos de los efectos que amenazan la disponibilidad de agua.
Hay cinco cuencas de drenaje en Colombia, cuyas características principales se resumen a continuación.
Principales características de las cuencas de drenaje
| Drainage Basin | Drainage Surface km² | Main Rivers                                                  | Average annual rainfall (mm) | Average annual run off (mm) |
| -------------- | -------------------- | ------------------------------------------------------------ | ---------------------------- | --------------------------- |
| Caribe         | 363,878              | Magdalena, Cauca, Atrato, Sumapaz, Sogamoso, Saldana, Bogotá | 300 to 2,500                 | 487                         |
| Pacífico       | 76,500               | Patía, San Juan, Mira, Bandó, Dagua, Anchicayá               | 2,000 to 9,000               | 221                         |
| Orinoco        | 350,000              | Meta, Guaviare, Arauca, Tomo, Vichada                        | 1,000 to 5,500               | 662                         |
| Amazonia       | 343,000              | Amazonas, Vaupés, Guanía, Paraná, Caquetá, Putumayo          | 2,550 to 3,500               | 694                         |
| Catatumbo      | 8,370                | Sardinata, Zulia, Catumbo                                    | 1,000 to 2,500               | 14                          |
| Total          | 1,141,748            | -                                                            | 3,000                        | 2078                        |

Fuente: FAO 
Alrededor del 31% del agua dulce de Colombia proviene de acuíferos y el agua subterránea constituye una importante fuente potencial de abastecimiento de agua. De acuerdo con un informe del IDEAM de 2004, el 40% de las municipalidades depende únicamente del agua subterránea para el abastecimiento de agua. A pesar de la falta de información sistemática sobre el agua subterránea, en general el agua se utiliza de forma poco eficiente y en algunas zonas está sobre explotada, por ejemplo, en la Sabana de Bogotá, La Guajira y Córdoba.

### Capacidad de almacenamiento natural y artificial
En el almacenamiento de agua superficial se incluye el agua almacenada en lagos naturales y estanques, ciénagas, embalses artificiales y glaciares. El almacenamiento natural de agua superficial es una fuente importante de abastecimiento de agua para muchos usos, entre los que se encuentra la conservación de la flora y la fauna naturales. Los lagos y las presas artificiales suelen desarrollarse con muchos fines, como la generación de energía hidroeléctrica y el abastecimiento de agua municipal. El agua almacenada en glaciares es una fuente importante de agua, en especial a altitudes altas, como los páramos y altitudes superiores. Se ha informado que Colombia cuenta con unos 1.640 lagos y estanques naturales y artificiales con una capacidad de almacenamiento aproximada de 8 km³, y unas 1.940 ciénagas. Entre los principales lagos y estanques se encuentran La Cocha en Nariño; el Laguna de Tota en Boyacá; y Fúquene, Suesca y Guatavita en Cundinamarca. Según la FAO, Colombia tiene 90 presas artificiales pequeñas, con una capacidad de almacenamiento total de 3,4 km³, y 26 presas artificiales grandes (con una capacidad de almacenamiento de más de 25 hm³), con una capacidad total de 9,1 km³. Entre las represas y los embalses artificiales se incluyen El Muña, Neusa y Sisga en la cuenca del río Bogotá, Chingaza en Cundinamarca y el embalse de Betania en Huila. Las principales ciénagas son Zapatosa en Cesar; Ayapel en Córdoba; San Silvestre en Santander; y la Ciénaga Grande de Santa Marta.

## Calidad del agua
El descenso gradual de la calidad del agua de Colombia se debe a la descarga de efluentes sin tratar de la agricultura, los asentamientos urbanos y las industrias. Según Orlando y Arias, no existe ningún inventario nacional de la calidad del agua sino estudios regionales y esporádicos. Por ejemplo, la división nacional de planificación, en un estudio de 1989 y 1993, estimó que el nivel de materiales orgánicos descargados en los recursos hídricos de Colombia es de 9.000 toneladas de materia orgánica al día, según se ha medido a través de la demanda biológica de oxígeno, de las cuales 4.000 provienen exclusivamente del sector agrícola.

## Manejo de los recursos hídricos por sector

### Agua potable y saneamiento
El abastecimiento de agua y el saneamiento en Colombia han mejorado de muchas formas durante las últimas décadas, aunque quedan muchos retos por abordar. Entre 1990 y 2004, el acceso al saneamiento aumentó del 82% al 86%, pero el acceso al agua se incrementó solo ligeramente del 92% al 93%. En concreto, la cobertura en zonas rurales quedó por detrás. Además, a pesar de las mejoras, la calidad del agua y los servicios de saneamiento siguen siendo inadecuados. Por ejemplo, solo el 72% de las zonas con servicios públicos reciben agua de calidad potable y en 2006 solo el 25% de las aguas residuales generadas en el país recibió algún tipo de tratamiento.

## Riego y drenaje
En 1991, Colombia tenía 750.513 hectáreas (ha) de regadío o el 11,4% del área agrícola total (6,6 millones de ha). La inversión pública representa 287.454 ha, o el 38% de la superficie de regadío, mientras que la inversión privada representa el 62% restante. La mayor parte de la superficie de regadío se encuentra en el centro cálido, los valles del Magdalena y el Cauca, y el nordeste próximo a la frontera con Venezuela a lo largo de la costa del Caribe. Los valles del Cauca y Tolima cuentan con un 40% de superficie de regadío.

### Energía hidroeléctrica
El sector eléctrico en Colombia está dominado por la generación de energía hidroeléctrica (81% de la producción) y la generación térmica (19%). A pesar del gran potencial del país en nuevas nuevas tecnologías de energía renovable (principalmente la eólica, la solar y la biomasa), este potencial no se ha aprovechado lo suficiente. En 2001 se aprobó una ley para promover las energías alternativas, la cual carecía de algunas disposiciones clave para alcanzar este objetivo, como el sistema de primas, y ha tenido poca repercusión hasta el momento. Las plantas grandes de energía hidroeléctrica y térmica son el eje central de los actuales planes de expansión. La construcción de una línea de transmisión junto con Panamá, que conectará Colombia con América Central, ya está en marcha.
Una característica interesante del sector eléctrico colombiano (así como su sector del agua) es un sistema de subsidios cruzados de los usuarios que viven en las zonas consideradas relativamente prósperas y aquellos que consumen mayores cantidades de electricidad a los usuarios que viven en las zonas consideradas pobres y aquellos que utilizan menos electricidad.
El sector eléctrico se dividió en generación, Transmisión de electricidad | transmisión, distribución y comercialización a partir de las reformas del sector realizadas en 1994. Aproximadamente la mitad de la capacidad de generación es de propiedad privada. La participación privada en la distribución de electricidad es mucho menor.

### Medio Ambiente
El medio ambiente es muy importante porque es nuestra casa y nosotros tenemos que cuidar nuestra casa, en Colombia, hay más de 2,5 millones de hectáreas de humedales y casi 2 millones de hectáreas de llanuras de aluvión. Estas desempeñan un papel importante en la recarga y descarga de los acuíferos, el control de las inundaciones, la retención de nutrientes y sedimentos, la filtración de contaminantes, la producción de biomasa, la conservación de la fauna y la flora, la estabilización de las líneas costeras y los microclimas, la facilitación del transporte público y la proporción de atracciones recreativas y turísticas. De hecho, son vitales para la producción de agua, la agricultura, la pesca, la silvicultura y la fauna y flora.
Estos beneficios medioambientales han disminuido con el tiempo debido a los años de falta de manejo de humedales y se han visto afectados por problemas como el drenaje de ciénagas y la contaminación. La construcción de infraestructuras y los efluentes agrícolas, pesqueros y de uso doméstico han contribuido a alterar los ecosistemas de humedales importantes, incluidos la Ciénaga Grande de Santa Marta, los sistemas de Zapatosa y Teca, la Ciénaga Virgen, el lago de Tota y los pequeños lagos de Cocha y Fúquene.

## Marco legal e institucional

### Marco legal
El marco legal para el manejo de los recursos hídricos se compone de las siguientes leyes y regulaciones, presentadas en orden cronológico: 
- Decreto 2811 de 1974 que estableció el código de recursos naturales (Código Nacional de Recursos Naturales y de Protección al Medio Ambiente, CNRN). El apartado III define las normas para el manejo de los recursos hídricos que se aplicarán mediante decretos reguladores. Según el CNRN prácticamente todos los cuerpos de agua son de dominio público. Los recursos hídricos se considerarán de propiedad privada solo si se originan y terminan en un área que está dentro de un único derecho privado. En este contexto, tanto las empresas como las personas pueden obtener derechos para utilizar el agua superficial o subterránea si así lo establece la ley o mediante concesiones. En caso de que el agua superficial o subterránea se encuentre en riesgo de agotamiento o contaminación, se suspenderán las concesiones pendientes y se limitarán las concesiones existentes.
- Ley 09 de 1979: también conocida como el código nacional de saneamiento, establece normas generales y procedimientos de control de la calidad del agua destinados a proteger la salud humana. El artículo 10 establece el marco básico para la descarga de agua según las normas y los procedimientos autorizados por el Ministerio de Salud.
- Constitución de Colombia de 1991: hasta 43 artículos definen la misión del gobierno nacional con respecto a los asuntos medioambientales y establecen un marco de acción para el manejo medioambiental, que incluye el manejo de los recursos hídricos.
- Ley 99 de 1993: establece el Ministerio de Medio Ambiente y organiza un nuevo marco institucional, el Sistema Nacional Ambiental. La ley 99 contiene consideraciones legales, institucionales y financieras destinadas a manejar el medio ambiente de una forma eficaz y eficiente.[5]
- Decreto 1729 de 2002 destinado a establecer el manejo de los recursos hídricos en el ámbito de las cuencas fluviales.

### Marco institucional
El Ministerio de Ambiente y Desarrollo Sostenible se encarga del manejo medioambiental en Colombia a nivel nacional. El ministerio formula políticas y regulaciones del manejo de recursos hídricos, incluidos las normativas relativas a la contaminación y los cargos. También gestiona las zonas protegidas y concede licencias para proyectos de infraestructura.
Las Corporaciones Autónomas Regionales (CAR) son las instituciones responsables de la implementación de las políticas y las normas nacionales, así como el manejo de los recursos naturales y la promoción del desarrollo sostenible dentro de sus límites. Las CAR son instituciones públicas compuestas por entidades territoriales públicas y privadas (ONG, empresas, comunidades) que comparten la misma zona biogeográfica, hidrogeográfica y geopolítica, así como por representantes del ministerio y la presidencia a nivel nacional. Son independientes administrativa y financieramente, aunque perciben recursos del gobierno nacional. Los recursos financieros de las CAR están formados principalmente por impuestos medioambientales dentro de su jurisdicción. Actualmente hay 33 CAR en Colombia. La primera se creó en 1954. Las funciones principales de las CAR en relación con los recursos hídricos son las siguientes: 1) asignación de los recursos hídricos a los usuarios; 2) control de la contaminación del agua en las fuentes puntuales y no puntuales; 3) formulación y adopción de planes de ordenamiento de humedales; y 4) diseño, financiamiento e implementación de actividades de protección de los ecosistemas. Las CAR también se responsabilizan de la conservación de bosques y otros ecosistemas como los humedales relacionados con el ciclo hidrológico.
Por último, el Instituto de Hidrología, Meteorología, y Estudios Ambientales (IDEAM) opera la red hidrológica y meteorológica nacional. El decreto n.º 1729 de 2002 establece dos responsabilidades principales para el IDEAM: 1) establecimiento de los criterios para clasificar y priorizar las cuencas fluviales; y 2) generación de una guía técnica y científica destinada a ayudar a las CAR en la creación de planes de ordenación de humedales. La guía se publicó en 2004 y el IDEAM, junto con el Ministerio de Medio Ambiente, está en proceso de crear una segunda parte que supervisará la implementación del manejo de recursos hídricos en las cuencas fluviales piloto.

### Estrategia del gobierno
En 2002, el Gobierno de Colombia aprobó el decreto 1729, que tenía como objetivo establecer el manejo de recursos hídricos en el ámbito de las cuencas fluviales y determinaba un plazo y los recursos financieros disponibles para la elaboración de Planes Integrales de Ordenamiento y Manejo de Microcuencas (PIOM). En 2004, el IDEAM elaboró una guía para informar sobre la planificación de las cuencas fluviales. Las CAR se encargan de formular y aprobar dichos planes de acuerdo con los pasos incluidos en la guía técnica del IDEAM, que son los siguientes: preparación, diagnóstico, perspectivas, formulación, ejecución, supervisión y evaluación. Las CAR están autorizadas a conceder permisos para el uso del agua y la contaminación, así como a aplicar las restricciones de las autoridades municipales al uso de la tierra.

### Acuerdos internacionales
El Tratado de Cooperación Amazónica, firmado en 1978 por Bolivia, Brasil, Colombia, Ecuador, Guyana, Perú, Surinam y Venezuela, tiene como misión promover el uso sostenible de los recursos naturales, incluida el agua, en la cuenca del Amazonas.
El 25 de junio de 2005, tras la aprobación de una subvención de 700.000 US$ por el Fondo para el Medio Ambiente Mundial, la Organización del Tratado de Cooperación Amazónica, la secretaría general de la Organización de los Estados Americanos y el Programa de las Naciones Unidas para el Desarrollo acordaron firmar el proyecto de manejo integrado y sostenible de los recursos hídricos transfronterizos en la cuenca del río Amazonas frente a la variabilidad y el cambio climáticos. El proyecto está destinado a fortalecer el marco institucional para la planificación y la ejecución, de una forma coordinada y coherente, de las actividades para la protección y el manejo sostenible de los recursos hídricos en la cuenca del Amazonas de cara al impacto provocado por la acción humana y los actuales cambios climáticos que está experimentando la cuenca.

## Precio del agua
Los cargos por el uso del agua se establecieron en la ley 99 de 1993 y se definieron en el decreto 155 de 2004. Los cargos por el uso del agua tienen dos componentes, uno mínimo y otro regional. El mínimo lo establece cada año el Ministerio de Medio Ambiente. El componente regional está formado por una serie de elementos como la disponibilidad de agua, los aspectos socioeconómicos, la inversión necesaria o el costo de oportunidad, y lo establece cada año la CAR local, que también recauda la tasa que debe invertirse en las cuencas de acuerdo con los PIOM. Los cargos por el uso de agua varían de una CAR a otra. Por ejemplo, en la municipalidad de Subachoque, los cánones de agua para fines de riego fue de 12 pesos colombianos por metro cúbico, mientras que la tasa varió entre 72 pesos colombianos por agua del río Bogotá y 127 pesos colombianos por agua del río Teusacá, que representa entre el 10 y el 18 por ciento del precio del agua potable.

## Problemas medioambientales

### Riesgos relacionados con el agua
La erosión es un fenómeno natural que se puede agravar por situaciones provocadas por el hombre, que aumentan los riesgos originados por desprendimientos de tierras, inundaciones, avalanchas, deslaves, etc. Los efectos de la erosión suelen ser graves en las zonas secas debido a la falta de vegetación. En Colombia, las zonas como Cúcuta, Villa de Leyva, el Desierto de la Tatacoa en Huila, el Cañón del Chicamocha, La Guajira, el Valle de Tenza o el valle medio del Patía son especialmente vulnerables.
Las zonas del sistema del Magdalena, los valles orientales y las cuencas del Atratoa y el Magdalena, las vías fluviales del delta como Arauca, Grande de Santa Marta, el humedal Grande de Lorica y las zonas de Mojana y Momposina son especialmente propensos a las inundaciones y el desbordamiento de los ríos.

### Posibles impactos del cambio climático
De acuerdo con el primer comunicado nacional a la Convención Marco de las Naciones Unidas sobre el Cambio Climático, Colombia es muy vulnerable a los efectos del cambio climático. Según el Instituto de Hidrología, Meteorología y Estudios Ambientales, se prevé que los ecosistemas de la altiplanicie andina, especialmente los páramos, se verán gravemente afectados por el aumento de temperatura, en la que se han registrado unos incrementos netos de 0,2 a 0,3 grados centígrados por década durante el período comprendido entre 1961 y 1990, y se cree que esta tendencia continuará, según ha afirmado el Instituto de Investigaciones Meteorológicas de Japón. Los cambios hidrológicos y de temperatura darían lugar a la pérdida de biodiversidad y los servicios relacionados como el abastecimiento de agua, la regulación de cuencas y la energía hidroeléctrica.

## Programas e iniciativas destacados

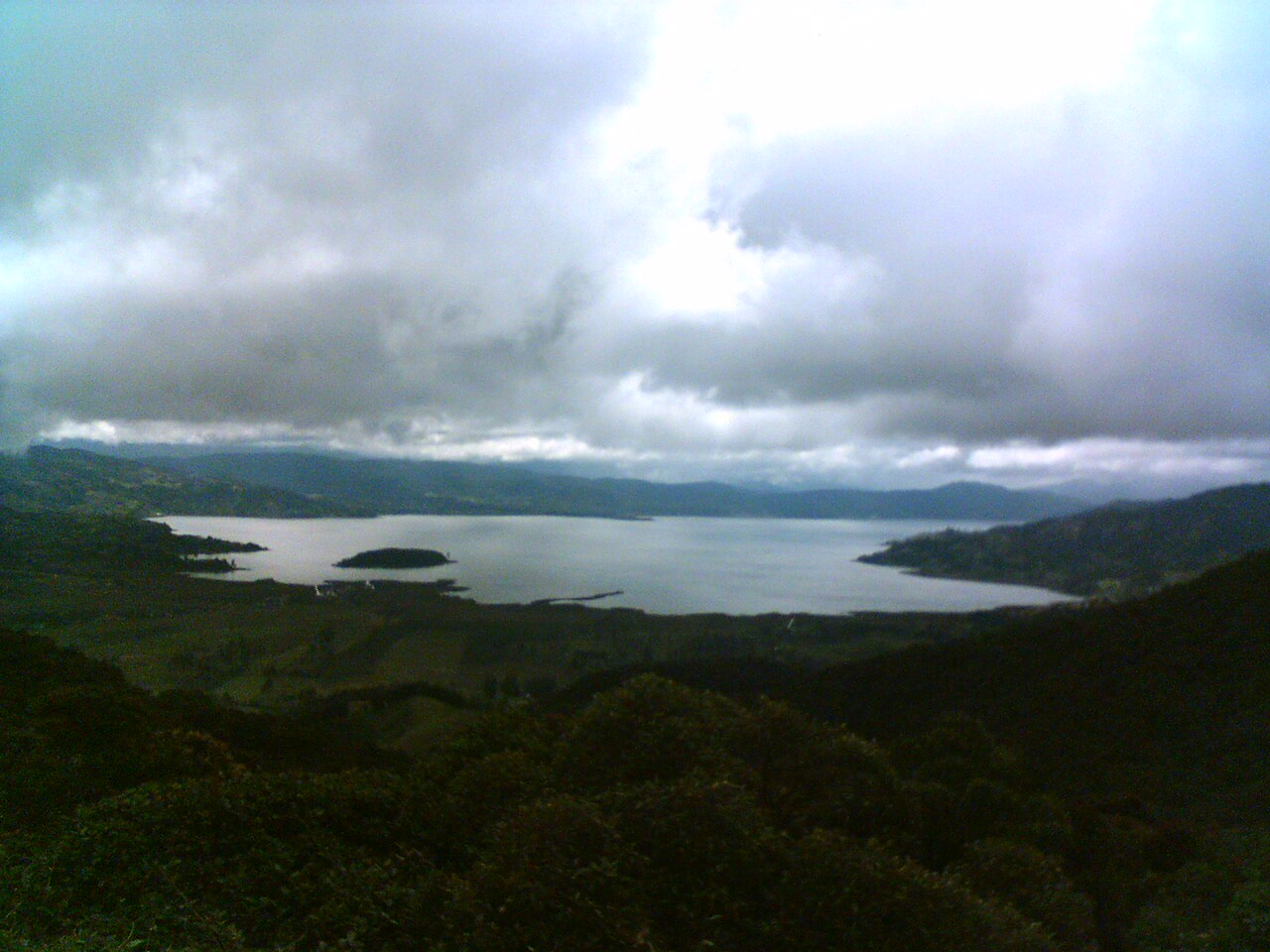
Laguna de la Cocha en el sur de Colombia, donde las comunidades locales se han organizado para mejorar sus medios de vida y oponerse a un proyecto de construcción de una presa planificado.

Desde 1994, el Fondo Mundial para la Naturaleza (WWF) ha estado apoyando los esfuerzos de la comunidad para garantizar que los medios de vida se benefician del uso sostenible de los recursos naturales de la Laguna de la Cocha, donde las comunidades se enfrentan a la deforestación y las amenazas a sus medios de vida a través de las represas planificadas. Durante más de siete años, el WWF y sus socios locales (la asociación para el desarrollo campesino y la red de reservas naturales privadas) han organizado las comunidades y proporcionado la información, el conocimiento y las herramientas necesarios para participar de forma eficaz en los procesos de toma de decisiones. Como resultado, se establecieron reservas privadas que cubrían aproximadamente el 10% de la superficie alrededor del lago. Las 387 familias que participan por el momento en este innovador proyecto se han beneficiado de una considerable mejoría de la calidad de vida. Los socios del proyecto también crearon una comisión de defensa del lago para oponerse a la construcción de un gran sistema de represas, el PMG (Proyecto Multipropósito Guamués). El proyecto pretende desviar el agua de la cuenca del Amazonas hacia el lado del Pacífico de los Andes. Su versión inicial tenía prevista la construcción de tres grandes represas en la parte superior del río Guamués, que contarían con 3.000 hectáreas permanentemente inundadas de páramo y amenazarían los medios de vida de las familias locales. Junto con el Ministerio de Medio Ambiente colombiano, esta comisión logró que La Cocha se declarara como sitio incluido en la lista de Ramsar en mayo de 2001, reforzando así la protección del lago contra el desarrollo no sostenible.

## Cooperación externa
En 2008, el Banco Mundial contribuyó con 5,4 millones US$ de un total de 14,9 millones US$ para la creación de un proyecto nacional integrado de adaptación en apoyo de los esfuerzos de Colombia por definir e implementar las medidas de adaptación piloto y las opciones de política específicas para conocer de forma anticipada los efectos del cambio climático. Estos esfuerzos se centrarán en los ecosistemas de alta montaña, las zonas insulares y los problemas de salud humana derivados de la expansión de las áreas de vectores relacionados con la malaria y el dengue, según se han identificado como áreas prioritarias en los comunicados nacionales y otros estudios.[cita requerida]
En junio de 2008, el Banco Interamericano de Desarrollo (BID) aprobó un préstamo de 100.000 US$ para un proyecto de "biodiversidad y cambio climático: integración de la conservación de la biodiversidad mediante la prevención de la deforestación en el piedemonte andino-amazónico de Colombia”. El proyecto tiene como objetivo desarrollar metodologías y apoyar demostraciones piloto sobre cómo medir de forma fiable el carbono almacenado en los bosques existentes. Estos esfuerzos permitirán que las instituciones nacionales y locales puedan aplicar la metodología e implementar medidas de mitigación para reducir el índice deforestación a lo largo de la carretera Pasto-Mocoa, en el sur de Colombia, con el fin de generar créditos de carbono para estas acciones de mitigación.[cita requerida]